# Giacomino da San Giorgio
Giacomino da San Giorgio, auch bekannt als Giacomino Micheloni da San Giorgio, lat. Jacobinus de Sancto Georgio (* vor 1430 in San Giorgio Canavese; † 17. Oktober 1494 in Turin), war ein italienischer Rechtswissenschaftler und Gelehrter, der in der zweiten Hälfte des 15. Jahrhunderts gelebt hat. Er war Professor der Rechtswissenschaften in Turin und Schüler von Giasone del Maino.

In quattuor matutinos iuris civilis tractatus commentaria, 1575

## Leben und Wirken
Er wurde Anfang der 1430er Jahre in San Giorgio Canavese dai Micheloni geboren.
Möglicherweise besuchte er die Universität Turin und war möglicherweise Lehrer und Meister von Giovanni di Mombaruzzo und Giasone del Maino. Er machte 1457 seinen Abschluss in utroque iure, also Zivil- und Kirchenrecht. Er lehrte bereits ab 1452 an der Turiner Universität und blieb dort sein ganzes Leben, zunächst im Bereich des Zivilrecht, schließlich kanonisches Recht und er endete im feudalen Recht. Dank seiner langen Karriere erhielt er den Titel eines Grafen, welcher denjenigen zugesprochen wurde, die mehr als zwanzig Jahre lang im Bereich der Lehre tätig waren. Unter seinen Schülern befand sich Giovanni Francesco Balbo und Claudio di Seyssel, der später seinen Platz einnahm.
Parallel zu seinen akademischen Tätigkeiten hatte er diverse öffentliche Verpflichtungen. Beinahe alle seine Werke wurden gedruckt veröffentlicht und sein Traktat zum höfischen Recht weckte ein öffentliches Interesse.
Er starb 1494 in Turin.

## Werke
- (LA) In quattuor matutinos iuris civilis tractatus commentaria, Bologna, Società tipografica bolognese, 1575.
- (LA) In priorem et posteriorem partem Codicis commentaria, vol. 2, Bologna, Società tipografica bolognese, 1575.